# Adrian Marek
Adrian Marek (ur. 12 października 1987 w Dąbrowie Górniczej) – piłkarz grający na pozycji obrońcy, były młodzieżowy reprezentant Polski.
Adrian Marek zadebiutował w barwach Zagłębia Sosnowiec w meczu przeciwko Polonii Bytom 10 maja 2006. Reprezentował Polskę na  Mistrzostwach Świata U-20 w Kanadzie w 2007 roku. Przed sezonem 2006/2007 był przymierzany do IV-ligowych Beskidów Andrychów, lecz dwa dni przed rozpoczęciem czwartoligowego sezonu wypożyczenie cofnięto. Wiosną 2011 przeszedł z Zagłębia Sosnowiec do Odry Wodzisław, skąd po pół roku powrócił do Zagłębia Sosnowiec. W klubie tym grał do 2013 roku, po czym na początku 2014 roku został zawodnikiem Warty Zawiercie.